# Johan E. Gorthon
Johan Esbjörn Gorthon, född 3 oktober 1876 i Lövestad, död 25 juli 1949 i Helsingborg, var en svensk sjökapten och redare.
Gorthon tog styrmansexamen i Malmö 1896, och sjökaptensexamen i Västervik 1898. Han var anställd i Rederi AB Urania från 1913.
Gorthon var gift med Ada Börjesson, som var dotter till redaren B.O. Börjesson. Tillsammans med sin svärfar B.O. Börjesson och dennes son Frans Börjesson var Gorthon från 1915 medgrundare i flera rederiföretag som kom att lägga grunden för det som senare blev Gorthons Rederier AB. Gorthon var chef i ett av dessa, Rederi AB Gefion, från företagets bildande 1921. Sedan Frans Börjesson 1928 avlidit övertog Gorthon driften av flera av dessa företag, bland annat Rederi AB Activ.
Gorthon var son till källarmästare N. Andersson och Maria Esbjörnsson. Han var far till Stig Gorthon. Han var riddare av Vasaorden.